# Anne Deluz
Pour les articles homonymes, voir Deluz.
Anne Deluz née en 1964 à Genève (Suisse) et morte le 16 novembre 2019, est une réalisatrice et productrice suisse. Elle a appris son métier auprès de cinéastes comme Michel Soutter, Alain Tanner, Claude Goretta ou encore Francis Reusser. 

## Parcours professionnel
Anne Deluz commence sa carrière comme accessoiriste puis devient première assistante pour des réalisateurs suisses tels que Michel Soutter, Alain Tanner, Claude Goretta et Francis Reusser,,. Dans les années 1990, elle part vivre en Espagne où elle travaille autant sur des productions internationales que sur des films d'auteurs,,.  
En 1999, elle passe un certain temps en Amérique latine où elle donne notamment des cours de mise en scène à l’école de cinéma de Cuba de San Antonio de Los Baños,. Ensuite, en 2000, elle participe à la réalisation de la deuxième équipe de In the Time of the Butterflies de Mariano Barroso, un film produit par Tony Bill et Salma Hayek,.  
De retour en Suisse à partir du début des années 2000, elle commence à faire ses propres films dans différents genre télévisuels, réalisant des téléfilms, des séries de fiction ou encore un documentaire,,. En parallèle, elle produit deux films de Fernando Trueba ainsi qu'un film de Frédéric Choffat et Julie Gilbert,.

## Combat contre la maladie
Anne Deluz est diagnostiquée  d’un cancer du sein invasif et est aux prises avec la maladie durant cinq ans. Après avoir subi plusieurs chimiothérapies, radiothérapies et hormonothérapies, les médecins lui ont proposé de suivre une immunothérapie considérée comme prometteuse en matière de rémission. Toutefois sa caisse maladie refuse de prendre en charge le traitement et Anne Deluz doit le payer elle-même. Elle témoigne  lors d'une émission Mise au Point de la RTS, de la difficulté pour  un nombre important de Suisses atteints d'un cancer d'avoir un accès à ce traitement puisque les assurances maladie n'entrent pas toujours en matière sur le remboursement de l'immunothérapie qui coûte très cher.
Anne Deluz meurt le 16 novembre 2019 à l'âge de 55 ans.

## Filmographie

### Comme réalisatrice

#### Films
- 2003 : Agathe
- 2005 : Bien dégagé derrière les oreilles
- 2006 : Bataille natale
- 2007 : Heidi
- 2008 : Sex Toys Stories (documentaire)

#### Séries télévisées
- 2010 : Port d'attache
- 2020 : Bulle

### Comme productrice
- 2012 : L'Artiste et son modèle de Fernando Trueba
- 2016 : La Reine d'Espagne de Fernando Trueba
- 2019 : My Little One de Frédéric Choffat et Julie Gilbert